# فؤاد محمد خلف
فؤاد محمد خلف (بالصومالية: Fu'aad Maxamed Khalaf)‏، (28 مارس 1965 - )، إسلامي صومالي سويدي. كان قائدًا بارزًا لاتحاد المحاكم الإسلامية، وهو حاليا زعيم بارز لحركة الشباب الصومالية.

## سيرته
ولد في مقديشو، سافر إلى السويد كطالب لجوء في عام 1992 وحصل على الجنسية السويدية. مكث في السويد لمدة اثني عشر عاما، وعمل إمامًا لمسجد في رينكبي في ستوكهولم، وكان متعاطفًا مع القاعدة وجمع التبرعات لتمويل اتحاد المحاكم الإسلامية في الصومال. كان أيضًا محاضرًا غزير الإنتاج في مسجد بلفيو في جوتنبرج. في عام 2004 عاد إلى الصومال مع عائلته للقتال مع اتحاد المحاكم الإسلامية في الحرب ضد الحكومة الاتحادية الانتقالية والقوات الإثيوبية المتحالفة معها.
بعد غزو مقديشو عمل كرئيس لإدارة التعليم في ظل حكومة اتحاد المحاكم الإسلامية الجديدة. وبعد الغزو الإثيوبي للصومال في ديسمبر 2006 وما تلاه من وسقوط حكومة اتحاد المحاكم الإسلامية، سافر إلى مكة المكرمة، في أبريل 2007 ورد أنه يعيش في كينيا.
في مايو 2014 ذكر خلف أن مقاتلي الشباب سيجاهدون في كينيا وأوغندا «وبعد ذلك إن شاء الله إلى أمريكا».